# Eggthér

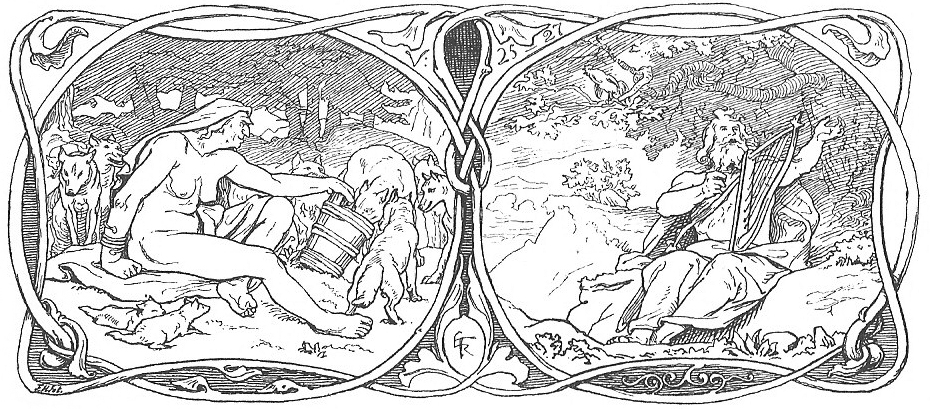
Illustrierung von Lorenz Frølich: Eggther und Fjalar rechts, der Járnviðr links

Eggthér (altnordisch Eggþér) ist ein Riese in der nordischen Mythologie, der in der Völuspá, die zur Liedersammlung der Lieder-Edda gehört, in der Zeit der Ragnarök erwähnt wird.
Er wird beschrieben als Hüter der Riesinnen im Eisenwald, auf einem Hügel sitzend und eine Harfe zupfend. In seiner Nähe kräht der rote Hahn Fjalar am Galgenbaum, den man entweder als den Weltenbaum Yggdrasill, einen Opferhain oder einen Vogelbaum deutet.